# Kalle Lasn
Kalle Lasn (24 de març de 1942) és un autor, editor de revistes i activista instal·lat al Canadà. Cap al final de la Segona Guerra Mundial la seva família abandona Estònia i Lasn passa la seva infantesa en un camp de refugiats d'Alemanya, essent recol·locat a Austràlia poc després. A la dècada dels anys 1960, funda una empresa d'investigació de mercats a Tokyo, i el 1970 se'n va a viure a Vancouver, Canadà. Durant vint anys, produeix documentals per la PBS i el Canada’s National Film Board. És el fundadors de la revista Adbusters i autor dels llibres Culture Jam (Sabotatge cultural) i Design Anarchy (dissenya l'anarquia) i és el cofundador de l'Adbusters Media Foundation, propietaria de la revista suara esmentada. Lasn viu la majoria de l'any a Vancouver, British Columbia.
La seva "epifania" - com ell mateix l'anomena - que hi ha quelcom de profundament equivocat en la cultura consumista que ens envolta es va produir en l'aparcament d'un supermercat. Cansat d'inserir una moneda cada cop que volia agafar un carret de la compra, va sabotejar la moneda, deixant inoperant el carret de la compra. Aquest acte de vandalisme va ser el primer acte (literal) de "sabotatge cultural" - que és definit com un acte dissenyar per subvertir els convencionalismes socials.

## Documentals
Abans de fundar Adbusters, Lasn va dirigir un considerable nombre de documentals premiats en diversos festivals, com ara Children of the Tribe (1980), Japan, Inc (1980), Japanese Women (1984), The Rise and Fall of American Business Culture (1984), Satori in the Right Cortex (1985) i The Autumn Rain: Crime in Japan (1990).

## Llibres
En el seu primer llibre Sabotatge cultural, Lasn argumenta que el consumisme és la malaltia més perillosa dels temps actuals. I fa una crida per una "guerra "conceptual: una batalla d'idees que porti a la societat Occidental del capitalisme de consum capa l'eco-comunitarisme.
En el seu segon llibre, Dissenya l'Anarquia, fa una crida als dissenyadors gràfics, als il·lustrators i a la resta de creatius perquè deixin de treballar al servei de la pol·lució coprporativa i política que embruta el planeta i la ment de les persones i comencin a treballar en favor de la responsabilitat social i mediambiental que asseguri el bé de la humanitat i del planeta.

## Punts de vista sobre l'activisme
Lasn creu que els humans són activistes, perquè no han aconseguit identificar els factors clau de l'estat de la qüestió. En Lasn creu que els drets corporatius i el poder són un tema molt problemàtic i urgent. Per això, ha tractat d'examinar el que ell considera que són els grans problemes estructurals per acabar declarant la necessitat de "tornar a codificar la corporació".
Des de l'any 1993, defineix la seva lluita com a activista en la necessitat de tenir cura dels impactes publicitaris sobre la ment de les persones. Aquest focus primordial l'ha convertit en un dels creadors del concepte d'ecologia mental, una filosofia que centra els seus esforços a combatre el consumisme a través del coneixement dels impactes publicitaris i la lluita contra els mateixos des de la ment de les persones que els reben. El sabotatge cultural esdevé així una manera de mostrar la fal·làcia de la publicitat - la base del consumisme, segons l'activista canadenc

## Acusacions d'anti-semitisme
Lasn va ser acusat d'anti-Semitisme pels mitjans de comunicació arran del seu article "Why won't anyone admit they're Jewish" publicat l'any 2004 on establia un enllaç entre els grups de jueus que no expliciten la seva religió i el control real sobre la comunitat financera dels Estats Units.